# 小田股ダム
小田股ダム（こだまたダム）は、鳥取県東伯郡琴浦町、二級河川洗川水系洗川に建設されたダムである。
由良川上流部は丘陵地帯なため、畑作が主であり、雨水により農業用水を確保していたが、国営かんがい排水事業である、東伯農業水利事業により西高尾ダム・船上山ダムと共に、勝田川水系、由良川水系に頭首工まで導水し、灌漑用水に使用する目的で建設された。